# Pogogyne abramsii
Pogogyne abramsii är en kransblommig växtart som beskrevs av John Thomas Howell. Pogogyne abramsii ingår i släktet Pogogyne och familjen kransblommiga växter. Inga underarter finns listade i Catalogue of Life.